# Skoroda
Skoroda (biał. Скарада; ros. Скорода) – wieś na Białorusi, w obwodzie mińskim, w rejonie wilejskim, w sielsowiecie Ilja.

## Historia
W czasach zaborów wieś w okręgu wiejskim Rogozin, w gminie Krajsk, w powiecie wilejskim, w guberni wileńskiej Imperium Rosyjskiego. W 1866 roku liczyła 93 mieszkańców (33 dusze rewizyjne) w 10 domach. Należała do dóbr Rogozin, własność Kamieńskich.
W latach 1921–1945 wieś leżała w Polsce, w województwie wileńskim, w powiecie wilejskim, w gminie Olkowicze, od 1926 roku w gminie Dołhinów.
Według Powszechnego Spisu Ludności z 1921 roku zamieszkiwały tu 201 osób, 121 było wyznania rzymskokatolickiego a 80 prawosławnego. Jednocześnie 3 mieszkańców  zadeklarowało polską a 198 białoruską przynależność narodową. Były tu 34 budynki mieszkalne. W 1931 w 36 domach zamieszkiwały 203 osoby.
Wierni należeli do parafii rzymskokatolickiej w Olkowiczach i prawosławnej w Dołhinowie. Miejscowość podlegała pod Sąd Grodzki w Krzywiczach i Okręgowy w Wilnie; właściwy urząd pocztowy mieścił się w Dołhinowie.
W okresie międzywojennym umiejscowiona była tu strażnica KOP „Skoroda”. W 1932 roku obsada strażnicy zakwaterowana była w budynku KOP.
W wyniku napaści ZSRR na Polskę we wrześniu 1939 miejscowość znalazła się pod okupacją sowiecką. 2 listopada została włączona do Białoruskiej SRR. Od czerwca 1941 roku pod okupacją niemiecką. W 1944 miejscowość została ponownie zajęta przez wojska sowieckie i włączona do Białoruskiej SRR.
Od 1991 w składzie niepodległej Białorusi.
Do 2013 w sielsowiecie Olkowicze.